# Vieux Pont (Moulins-lès-Metz)
Le vieux Pont est un pont de la commune française de Moulins-lès-Metz, dans le département de la Moselle.
Il est inscrit aux monuments historiques depuis 1989.

## Géographie
Le vieux pont de Moulins-lès-Metz est situé sur un ancien lit que la Moselle a abandonné au commencement du dix-septième siècle, mais dans lequel elle versait encore en 1865 une partie de ses eaux lors des grandes crues. À une époque comprise entre les années 1614 et 1631, cette rivière s'ouvrit un nouveau lit sur la droite, l'ancien s'oblitéra peu à peu.

## Histoire
Les premiers travaux faits pour reconstruire en pierre le vieux pont en bois de Moulins ne remonteraient pas au-delà des vingt-cinq dernières années du quinzième siècle. C'est au commencement du seizième que cette reconstruction fut exécutée, si l'on considère que les six arches de gauche, qui constituent la partie restante du premier pont de pierre, reproduisent exactement le type des vieux ponts de Metz, sauf une légère modification dans les détails du cintrement.
Ce pont existait lors du Siège de Metz (1552) par Charles Quint, et c'est le duc d'Albe qui, le 2 janvier 1553, en fit rompre les cinq arches de droite, quand il abandonna son camp devant la porte Serpenoise pour se replier sur Thionville à la suite de l'Empereur.
On assura le passage, immédiatement après la levée du siège, par l'établissement de travées en charpente ; mais ce ne fut que beaucoup plus tard que l'on substitua, à ces travées, les arches en pierre existantes en 1865 de ce côté de l'édifice. Ces cinq arches offrent le même système de construction que celles des divers ponts établis à Metz au dix-huitième siècle, et notamment que celles du pont des Basses-Grilles, qui date de 1745. On voit dans les comptes de l'hôpital Saint-Nicolas, qu'il y avait encore au pont de Moulins, en 1730, une travée en charpente qui fut alors remplacée par une arche en maçonnerie.
Il est inscrit aux monuments historiques depuis le 30 octobre 1989.

## Architecture
Le pont de Moulins est formé de onze arches qui présentent deux types bien tranchés. Les cinq arches du côté de Montigny-lès-Metz sont d'une construction beaucoup plus récente que les autres : leurs voussoirs de tête sont en pierres de taille et leurs parements, tant aux douelles qui sont entièrement lisses, qu'aux tympans, sont faits en gros moellons piqués avec assez de soin et régulièrement appareillés. Les six arches vers Moulins offrent au contraire un système de construction identique à celui des vieux ponts de Metz, et se composent de quatre arcs doubleaux en pierres de taille, à rainures concentriques à la douelle, sur laquelle ils font saillie, et de trois massifs intermédiaires en blocages recouverts d'un crépi comme les murs de têtes.
Il a une longueur de 174 m entre les culées et une largeur moyenne de 7,35 m entre les faces intérieures des parapets. L'ouverture des arches varie de 9 m à 11,50 m et l'épaisseur des piles de 5,60 m à 6,70 m. Enfin, il est dépourvu d'arrière-becs. Ses avant-becs, qui font sur les têtes une saillie moyenne de 5 m, figurent en plan des ogives très-aiguës.

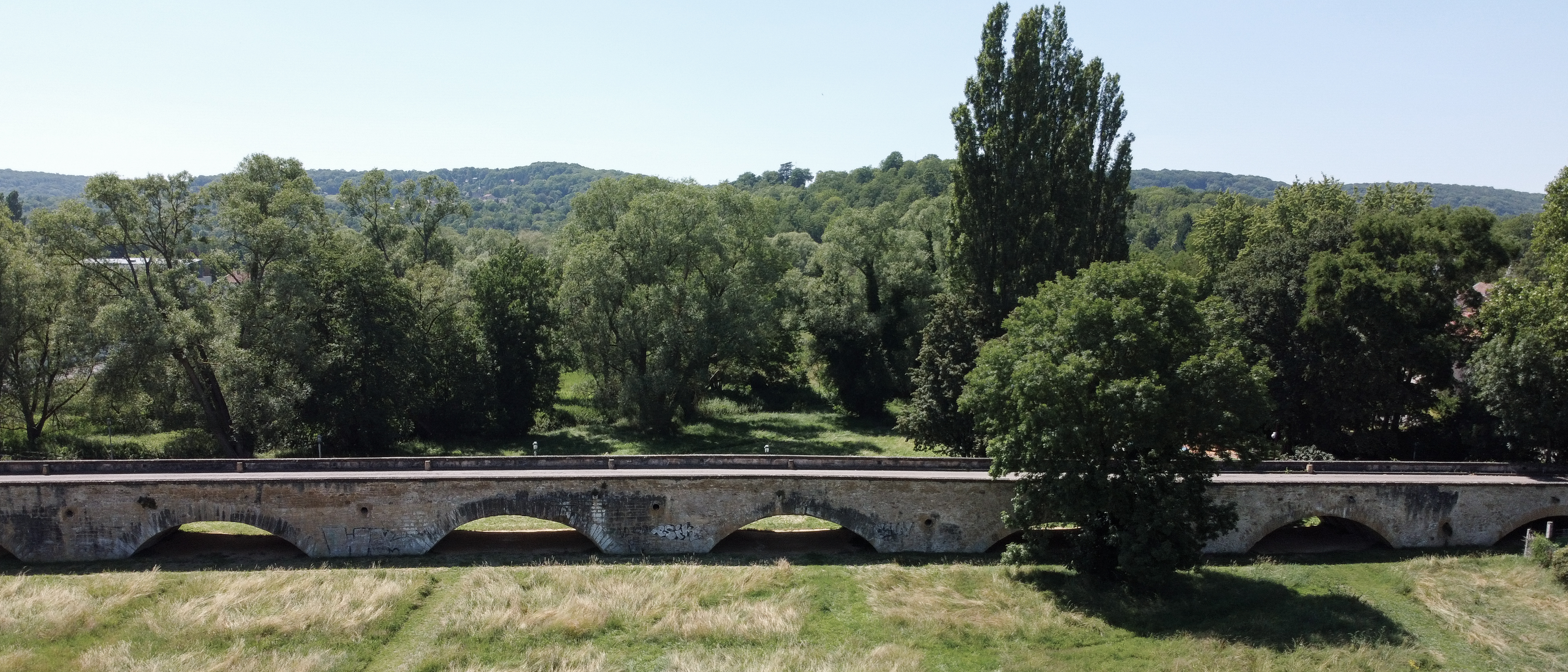
Vue aérienne de la face est (2020)
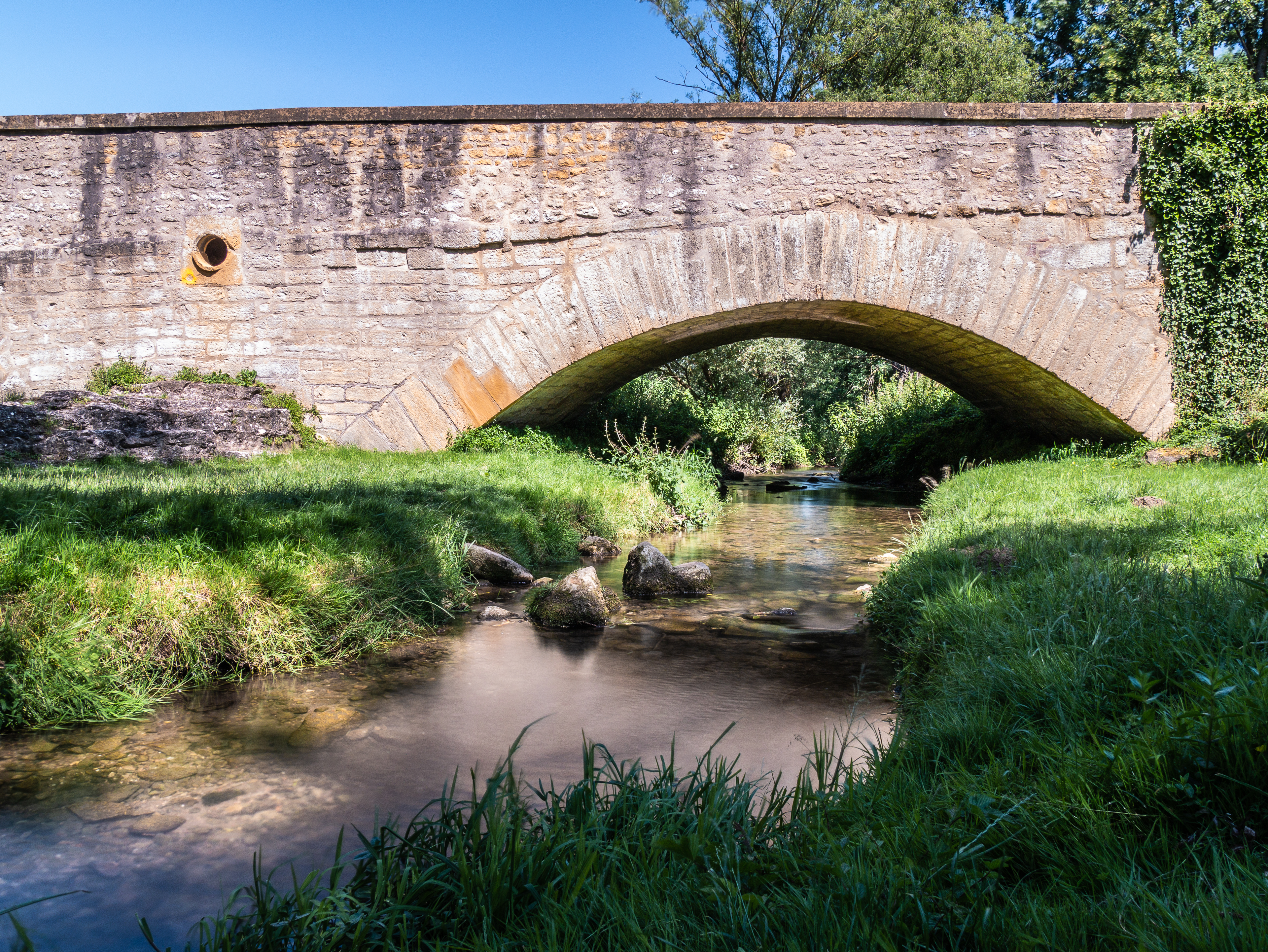
Passage du ruisseau de Montvaux (2020)